# Eresus cinnaberinus
Eresus cinnaberinus är en spindelart som först beskrevs av Olivier 1789.  Eresus cinnaberinus ingår i släktet Eresus och familjen sammetsspindlar.

## Underarter
Arten delas in i följande underarter:
- E. c. bifasciatus
- E. c. frontalis
- E. c. ignicomus
- E. c. illustris
- E. c. latefasciatus
- E. c. tricolor